# Erythronium sibiricum
Erythronium sibiricum es una especie de planta bulbosa perenne, perteneciente a la familia de las liliáceas. Es originaria del sur de Siberia hasta Mongolia.

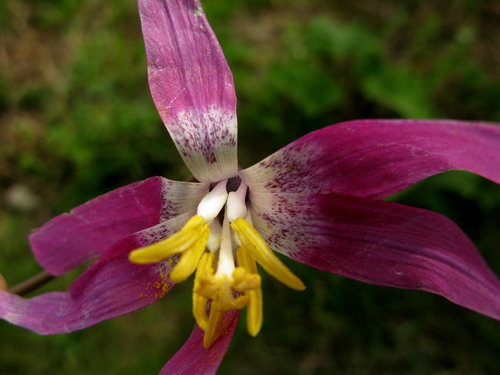
Detalle de la flor

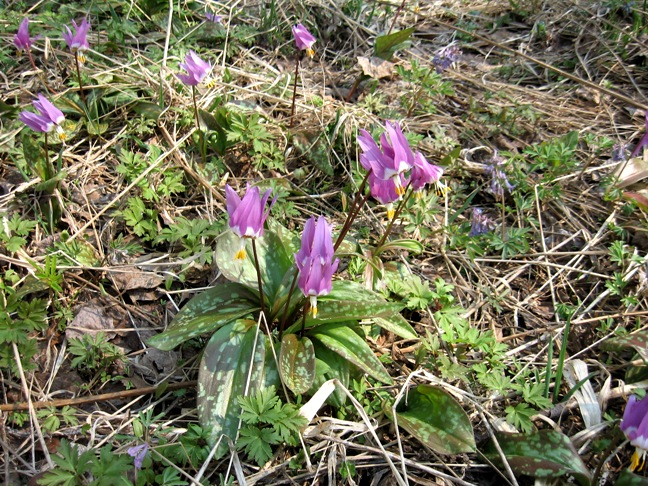
Vista de la planta en su hábitat

## Descripción
Tiene dos hojas basales que suelen estar cubiertos de manchas. El perigonio  tiene entre 25 y 70 milímetros de largo y de un color rosado púrpura, a veces blanco, coloración con una base amarilla. El anteras son de color amarillo. La floración se produce a finales de abril o principios de mayo. 

## Distribución
Erythronium sibiricum es originaria del oeste de Siberia Central y, en el noreste Kazajistán y en el norte Xinjiang y en Mongolia en el Altái y montañas Sajan. La especie habita en los bosques, matorrales y pastizales subalpinos en altitudes de 1100 a 2500 metros.

## Evolución, filogenia y taxonomía
Esta especie fue descrita por primera vez en 1841 por Friedrich Ernst Ludwig von Fischer y Carl Anton von Meyer como Erythronium dens-canis var. sibiricum. En 1929 Porfirio Nikitic Krylov le dio el estatus de especie. 
Erythronium sibiricum fue descrita por  (Fisch. et C.A.Mey.) Krylov  y publicado en Flora Zapadnoi Sibiri 3: 641. 1929.
Citología
El número de cromosomas es de 2n = 24.
Etimología
Erythronium: nombre genérico que  se refiere al color de las flores de algunas de sus especies de color rojo (del griego erythros = rojo), aunque también pueden ser de color amarillo  o blanco.
sibiricum: epíteto geográfico que alude a su localización en Siberia. 
Sinonimia
- Erythronium dens-canis var. sibiricum Fisch. & C.A.Mey., Index Seminum (LE) 7: 47 (1841).
- Erythronium dens-canis var. parviflorum Regel, Bull. Soc. Imp. Naturalistes Moscou 41(1): 437 (1868).
- Erythronium altaicum Besser ex Baker, J. Linn. Soc., Bot. 14: 297 (1874), pro syn.
- Erythronium sibiricum subsp. altaicum Rukšans, Buried Treasures: 362 (2007).
- Erythronium sibiricum subsp. sulevii Rukšans, Buried Treasures: 362 (2007).[3]